# Bokermannohyla oxente
Espèce
Statut de conservation UICN

 LC  : Préoccupation mineure
Bokermannohyla oxente est une espèce d'amphibiens de la famille des Hylidae.

## Répartition
Cette espèce est endémique de l'État de Bahia au Brésil. Elle se rencontre de 500 et 1 300 m d'altitude dans le Chapada Diamantina  dans les municipalités de Lençóis, d'Andaraí, de Mucugê, de Palmeiras, de Rio de Contas, de Utinga et de Bonito,.

## Publication originale
- Lugli & Haddad, 2006 : A New Species of the Bokermannohyla pseudopseudis Group from Central Bahia, Brazil (Amphibia, Hylidae). Herpetologica, vol. 62, no 4, p. 453-465.